# 邦瑟库尔
邦瑟库尔（法語：Bonsecours，法語發音：[bɔ̃səkuʁ] ⓘ）是法国滨海塞纳省鲁昂区的一个市镇，是鲁昂南部的郊外住宅区。

## 地理
邦瑟库尔（49°25'40"N, 1°7'40"E）面积3.76 平方千米，位于法国诺曼底大区滨海塞纳省，该省份为法国北部沿海省份，其西部及北部濒大西洋英吉利海峡，东起顺时针与索姆省、瓦兹省、厄尔省和卡爾瓦多斯省接壤。
与邦瑟库尔接壤的市镇（或旧市镇、城区）包括：鲁昂、昂夫勒维尔拉米瓦、勒梅尼勒埃纳尔、圣莱热迪布尔德尼、索特维尔莱鲁昂。
邦瑟库尔的时区为UTC+01:00、UTC+02:00（夏令时）。

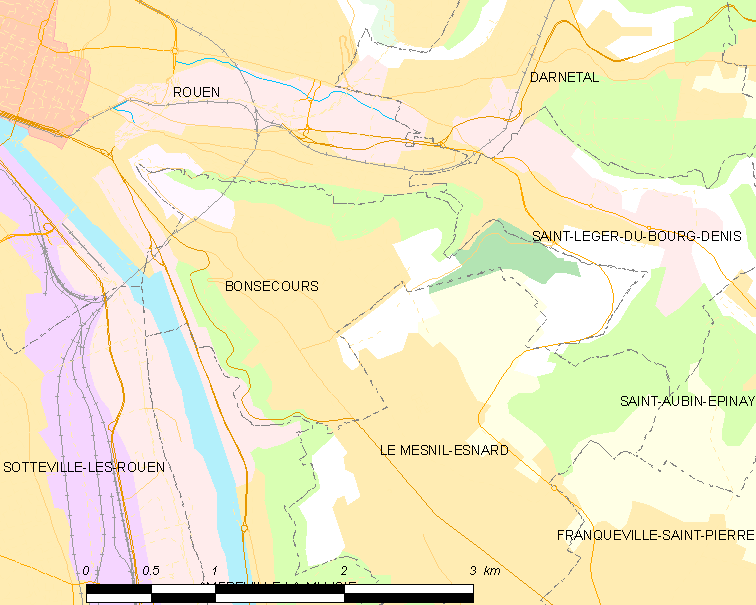
邦瑟库尔的OSM定位图

## 行政
邦瑟库尔的邮政编码为76240，INSEE市镇编码为76103。

## 政治
邦瑟库尔所属的省级选区为达尔内塔勒县。

## 经济
市镇西部塞纳河畔处有一些輕工業。

## 文化

### 景点
- 邦瑟库尔圣母进教之佑圣殿（Basilique Notre-Dame de Bonsecours），建于十九世纪。2016年7月被ISIS恐怖份子杀害的神僕雅克·阿梅尔神父安葬于此。
- 十八世纪的巴涅尔城堡（Château de Bagnères）。
- 圣米歇尔修道院的遗迹。
- 第一次世界大战比利时军人公墓和纪念碑。

## 人口

1962-2008年间邦瑟库尔人口变化图示

邦瑟库尔于2022年1月1日时的人口数量为6444人。

## 人物
- 法国女演员安妮·迪佩雷（法语：Anny Duperey）出生于此。
- 诗人若瑟-马里亚·德·埃雷迪亚（1842–1905）安葬于此。